# Danmarksserien 2024
La Danmarksserien 2024 è la 33ª edizione del campionato di football a 9, organizzato dalla DAFF.

## Squadre partecipanti
| Club                                      | Città            | Stadio | Sponsor ufficiale | Risultato nella stagione 2023 |
| ----------------------------------------- | ---------------- | ------ | ----------------- | ----------------------------- |
| Esbjerg Hurricanes                        | Esbjerg          |        |                   |                               |
| Næstved Vikings/ Avedøre Monarchs         | Næstved/Hvidovre |        |                   |                               |
| Randers Rednex/ Midwest Musketeers        | Randers/Viborg   |        |                   |                               |
| Sønderborg Steelers                       | Sønderborg       |        |                   |                               |
| Triangle Razorbacks II/ Horsens Stallions | Vejle/Horsens    |        |                   |                               |

## Stagione regolare

### Calendario

#### 1ª giornata
| Randers 14 aprile 2024, ore 14:00 | Randers Rednex /Midwest Musketeers | 0 – 26 referto | Esbjerg Hurricanes | Thunder Field |

#### 2ª giornata
| Næstved 20 aprile 2024, ore 14:00 | Næstved Vikings / Avedøre Monarchs | 54 – 0 referto | Sønderborg Steelers | SJSI Vikings |

| Vejle 21 aprile 2024, ore 14:00 | Triangle Razorbacks II /Horsens Stallions | 12 – 24 referto | Randers Rednex/ Midwest Musketeers | Kirkebakkehallen |

#### 3ª giornata
| Næstved 27 aprile 2024, ore 14:00 | Næstved Vikings / Avedøre Monarchs | 26 – 8 referto | Esbjerg Hurricanes | SJSI Vikings |

| Vejle 28 aprile 2024, ore 14:00 | Triangle Razorbacks II /Horsens Stallions | 20 – 6 referto | Sønderborg Steelers | Kirkebakkehallen |

#### 4ª giornata
| Vejle 18 maggio 2024, ore 14:00 | Triangle Razorbacks II /Horsens Stallions | 6 – 54 referto | Næstved Vikings/ Avedøre Monarchs | Kirkebakkehallen |

| Esbjerg 19 maggio 2024, ore 14:00 | Esbjerg Hurricanes | 26 – 2 referto | Randers Rednex/ Midwest Musketeers | Skibhøj Idrætsanlæg |

#### 5ª giornata
| Sønderborg 25 maggio 2024, ore 14:00 | Sønderborg Steelers | 0 – 50 referto | Esbjerg Hurricanes | Sønderparken |

#### 6ª giornata
| Næstved 1º giugno 2024, ore 14:00 | Næstved Vikings / Avedøre Monarchs | 58 – 20 referto | Randers Rednex/ Midwest Musketeers | SJSI Vikings |

#### 7ª giornata
| Esbjerg 8 giugno 2024, ore 14:00 | Esbjerg Hurricanes | 8 – 12 referto | Næstved Vikings/ Avedøre Monarchs | Skibhøj Idrætsanlæg |

| Sønderborg 8 giugno 2024, ore 14:00 | Sønderborg Steelers | 0 – 52 referto | Triangle Razorbacks II/ Horsens Stallions | Sønderparken |

#### 8ª giornata
| Randers 22 giugno 2024, ore 14:00 | Randers Rednex /Midwest Musketeers | 50 – 0 referto | Sønderborg Steelers | Thunder Field |

#### 9ª giornata
| Randers 10 agosto 2024, ore 14:00 | Randers Rednex /Midwest Musketeers | 0 – 40 referto | Næstved Vikings/ Avedøre Monarchs | Thunder Field |

| Vejle 11 agosto 2024, ore 14:00 | Triangle Razorbacks II /Horsens Stallions | 0 – 35 referto | Esbjerg Hurricanes | Vejle Atletikstadion |

#### 10ª giornata
| Sønderborg 17 agosto 2024, ore 14:00 | Sønderborg Steelers | 70 – 30 referto | Randers Rednex/ Midwest Musketeers | Sønderparken |

#### 11ª giornata
| Esbjerg 24 agosto 2024, ore 14:00 | Esbjerg Hurricanes | 50 – 0 (a tavolino) referto | Sønderborg Steelers | Skibhøj Idrætsanlæg |

| Næstved 24 agosto 2024, ore 14:00 | Næstved Vikings / Avedøre Monarchs | 52 – 6 referto | Triangle Razorbacks II/ Horsens Stallions | SJSI Vikings |

#### 12ª giornata
| Randers 1º settembre 2024, ore 14:00 | Randers Rednex /Midwest Musketeers | 30 – 42 referto | Triangle Razorbacks II/ Horsens Stallions | Thunder Field |

#### 13ª giornata
| Sønderborg 7 settembre 2024, ore 14:00 | Sønderborg Steelers | 0 – 52 referto | Næstved Vikings/ Avedøre Monarchs | Sønderparken |

| Esbjerg 7 settembre 2024, ore 14:00 | Esbjerg Hurricanes | 52 – 0 referto | Triangle Razorbacks II/ Horsens Stallions | Skibhøj Idrætsanlæg |

### Classifica
La classifica della regular season è  la seguente:
- PCT = percentuale di vittorie, G = partite giocate, V = partite vinte,  P = partite perse, PF = punti fatti, PS = punti subiti

| Pos. | Squadra                                   | PCT   | G | V | N | P | PF  | PS  |
| ---- | ----------------------------------------- | ----- | - | - | - | - | --- | --- |
| 1    | Næstved Vikings/ Avedøre Monarchs         | 1.000 | 8 | 8 | 0 | 0 | 348 | 48  |
| 2    | Esbjerg Hurricanes                        | .750  | 8 | 6 | 0 | 2 | 255 | 40  |
| 3    | Triangle Razorbacks II/ Horsens Stallions | .375  | 8 | 3 | 0 | 5 | 138 | 253 |
| 4    | Randers Rednex/ Midwest Musketeers        | .250  | 8 | 2 | 0 | 6 | 156 | 274 |
| 5    | Sønderborg Steelers                       | .125  | 8 | 1 | 0 | 7 | 76  | 358 |

## Playoff
|  | Semifinali | Semifinali                                | Semifinali |                    |   | Elming Bowl                       | Elming Bowl | Elming Bowl |  |
|  |            |                                           |            |                    |   |                                   |             |             |  |
|  | 1          | Næstved Vikings/ Avedøre Monarchs         | 40         |                    |   |                                   |             |             |  |
|  | 1          | Næstved Vikings/ Avedøre Monarchs         | 40         |                    |   |                                   |             |             |  |
|  | 4          | Randers Rednex/ Midwest Musketeers        | 0          |                    |   |                                   |             |             |  |
|  | 4          | Randers Rednex/ Midwest Musketeers        | 0          |                    | 1 | Næstved Vikings/ Avedøre Monarchs |             |             |  |
|  |            |                                           |            |                    | 1 | Næstved Vikings/ Avedøre Monarchs |             |             |  |
|  |            |                                           | 2          | Esbjerg Hurricanes |   |                                   |             |             |  |
|  | 2          | Esbjerg Hurricanes                        | 2          | Esbjerg Hurricanes | - |                                   |             |             |  |
|  | 2          | Esbjerg Hurricanes                        |            |                    |   |                                   |             |             |  |
|  | 3          | Triangle Razorbacks II/ Horsens Stallions | -          |                    |   |                                   |             |             |  |

### Semifinali
| Næstved 14 settembre 2024, ore 14:00 | Næstved Vikings/ Avedøre Monarchs | 40 – 0 referto | Randers Rednex/ Midwest Musketeers | SJSI Vikings |

| Esbjerg 14 settembre 2024, ore 14:00 | Esbjerg Hurricanes | - – - () referto | Triangle Razorbacks II/ Horsens Stallions | Skibhøj Idrætsanlæg |

### XXXII Elming Bowl
| Næstved 28 settembre 2024 | Næstved Vikings/ Avedøre Monarchs | – | Esbjerg Hurricanes | SJSI Vikings |

## Verdetti
- TBD Vincitori dell'Elming Bowl 2024